# Małgorzata Ciężkowska
Małgorzata Ciężkowska (* 17. November 2004 in Cieszyn) ist eine polnische Beachvolleyballspielerin.

## Karriere
Die gebürtige Schlesierin beendete mit Melania Marcinowska die U18-Europameisterschaft 2020 auf dem geteilten siebzehnten Platz. Ein Jahr später mit Julia Kielak lief es schon wesentlich besser. Die beiden wurden in Ljubljana Sechste. Nach Teilnahmen bei Ein-Stern-Veranstaltungen in Madrid und Apeldoorn mit Patrycja Jundziłł sowie Futures eine Spielzeit später in der spanischen Hauptstadt und Cervia an der Seite von Marta Łodej mit einem geteilten neunten Rang als bestem Ergebnis entschied sich Ciężkowska für eine feste Partnerschaft. Mit Urszula Łunio bestritt sie zunächst einige nationale Events und siegte dabei zum ersten Mal bei einem Beachvolleyballturnier im Erwachsenenbereich. In Kozienice stand das Duo auf der obersten Stufe des Podests. Sie erkämpften anschließend fünfte Plätze bei der kontinentalen Meisterschaft der unter Zwanzigjährigen sowie den U19-Welttitelkämpfen. Ein Jahr später gewannen sie zwei Wettbewerbe der polnischen Beachserie und wurden in Riga nach dem Finalsieg über die Schweizerinnen Bossart / Kernen U20-Europameisterinnen. Bei der U21-WM belegten die Polinnen den Bronzerang. 2024 wurden sie U22-Vizeeuropameisterinnen und standen eine Woche später ebenso im Endspiel beim Futures in Krakau. Am Ende der Saison erreichten sie ihr wertvollstes Resultat bis zu diesem Zeitpunkt, als sie beim Challenge in Nuvali erst im Halbfinale gestoppt werden konnten. 